# Epizoanthus frenzeli
Epizoanthus frenzeli Pax, 1937 è un esacorallo zoantario della famiglia Epizoanthidae.

## Distribuzione e habitat
Questa specie è endemica del mar Mediterraneo.